# صنوبر (سرده)

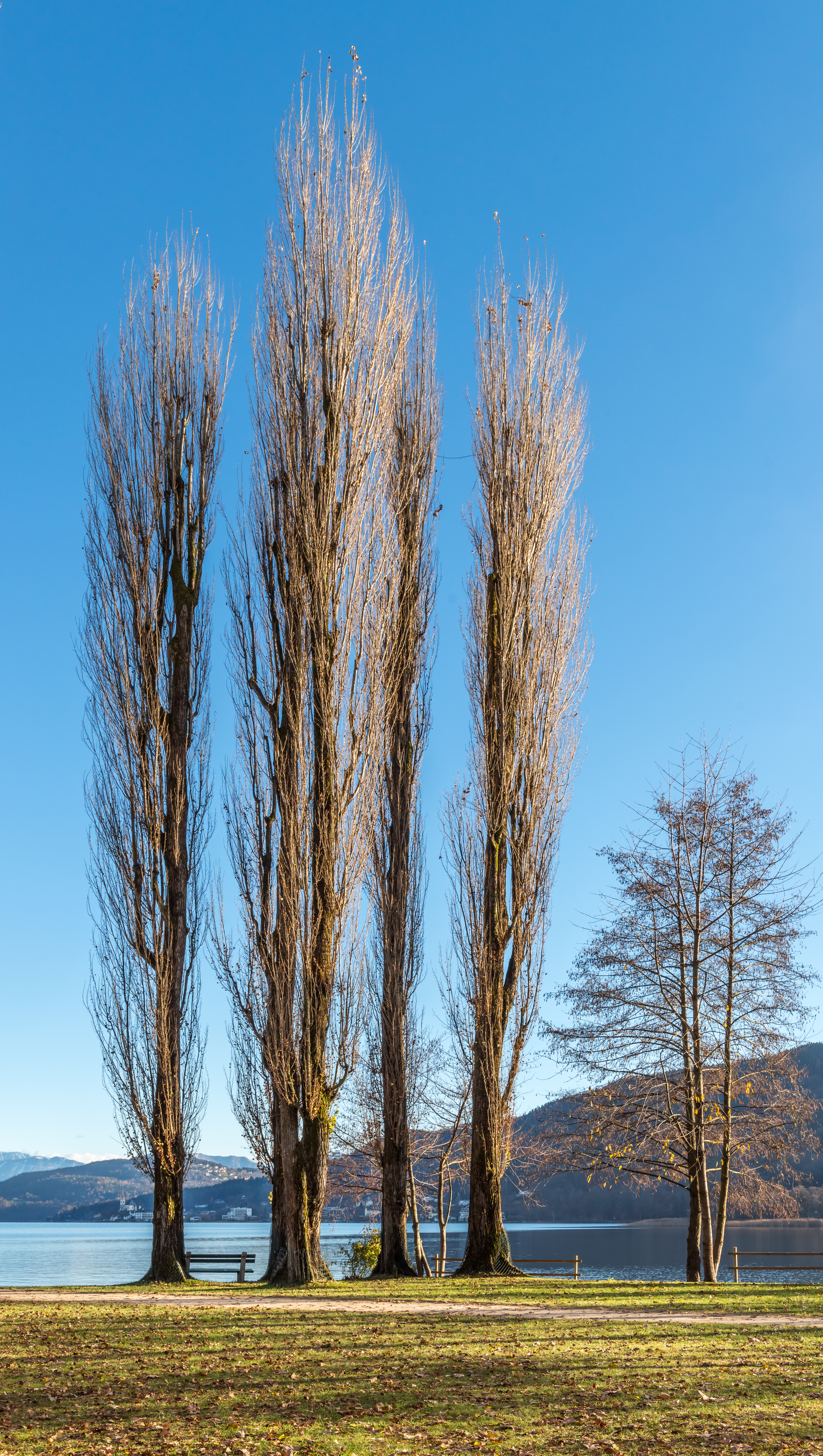
نگاره‌ای از چند درخت صنوبر در آغاز فصل زمستان در پورچاخ آم ورترزه، اتریش.

صنوبر، تبریزی، شالک (نام علمی: Populus) درختی است از راسته مالپیگی‌سانان، تیره بیدیان. نام آن به انگلیسی Poplar است. به درخت صنوبر، سپیدار هم گفته می‌شود.
تبریزی درختی برگریز است که برگ‌هایش پیش از ریزش رنگ طلایی روشن تا زرد به خود می‌گیرند.
صنوبر درختی است که تا ۶ سالگی می‌تواند به بازده مطلوب برای برداشت چوب برسد. گلپایگان دارای یکی از غنی‌ترین زیستگاه‌های صنوبر است و صنوبر گلپایگان گونه‌ای منحصر به فرد است. به این خاطر گلپایگان را به عنوان شهر صنوبرها می‌شناسند.
تبریزی‌ها همچون بیدها دارای مجموعه ریشه‌هایی بسیار قوی و نفوذگر هستند. بنابراین، آن‌ها را نبایستی نزدیک به ساختمان‌ها و لوله‌ها کاشت.

## تفاوت صنوبر و تبریزی
صنوبر و تبریزی در ظاهر همسانند ولی زاویهٔ شاخه‌ها در صنوبر بازتر و تقریباً عمود بر تنه بوده، در حالی‌که در تبریزی شاخه‌ها نزدیک به تنه و به موازات تنه هستند.

## گونه‌ها
- Populus section Populus - سپیدارها و صنوبر سفید (دورقطبی زیرقطبی و معتدل سرد، و کوه‌های جنوب‌تر، صنوبر سفید معتدل گرم)
  - سپیدار Populus alba
    - Populus × canescens

  - سپیدار آمریکایی Populus tremuloides
  - سپیدار چینی Populus adenopoda
  - سپیدار دندان‌بزرگ Populus grandidentata
  - صنوبر لرزان Populus tremula
  - Populus davidiana
  - Populus luziarum
  - Populus primaveralepensis
  - Populus sieboldii

- Populus section Aigeiros - صنوبر سیاه، برخی از چوب‌های پنبه‌ای (آمریکای شمالی، اروپا، آسیای غربی، معتدل)
  - صنوبر سیاه Populus nigra
    - صنوبر کانادایی Populus × canadensis
    - Populus × inopina

  - صنوبر شرقی Populus deltoides
  - Populus fremontii

- Populus section Tacamahaca - صنوبر بلسان (آمریکای شمالی، آسیا؛ معتدل خنک)
  - صنوبر کالیفرنیایی Populus trichocarpa
  - Populus angustifolia
  - صنوبر بلسان Populus balsamifera
  - Populus cathayana
  - Populus laurifolia
  - Populus simonii
  - صنوبر مغولستانی Populus suaveolens
  - Populus szechuanica
  - Populus tristis
  - صنوبر یون‌نان Populus yunnanensis

- Populus section Leucoides - صنوبرهای گردنبند یا صنوبرهای بزرگ برگ (شرق آمریکای شمالی، شرق آسیا؛ معتدل گرم)
  - سپیدار ویلسونی Populus wilsonii
  - صنوبر مردابی Populus heterophylla
  - Populus lasiocarpa

- Populus section Turanga - صنوبرهای نیمه گرمسیری (جنوب غربی آسیا، شرق آفریقا؛ نیمه گرمسیری تا گرمسیری)
  - پده Populus euphratica
  - صنوبر رودخانه تانا Populus ilicifolia

- Populus section Abaso - صنوبر مکزیکی (مکزیک؛ نیمه گرمسیری تا گرمسیری)
  - صنوبر مکزیکی Populus mexicana
  - Populus guzmanantlensis

- هیبریدهای متقاطع
  - Populus × acuminata
  - Populus Pacific Albus

## نگارخانه

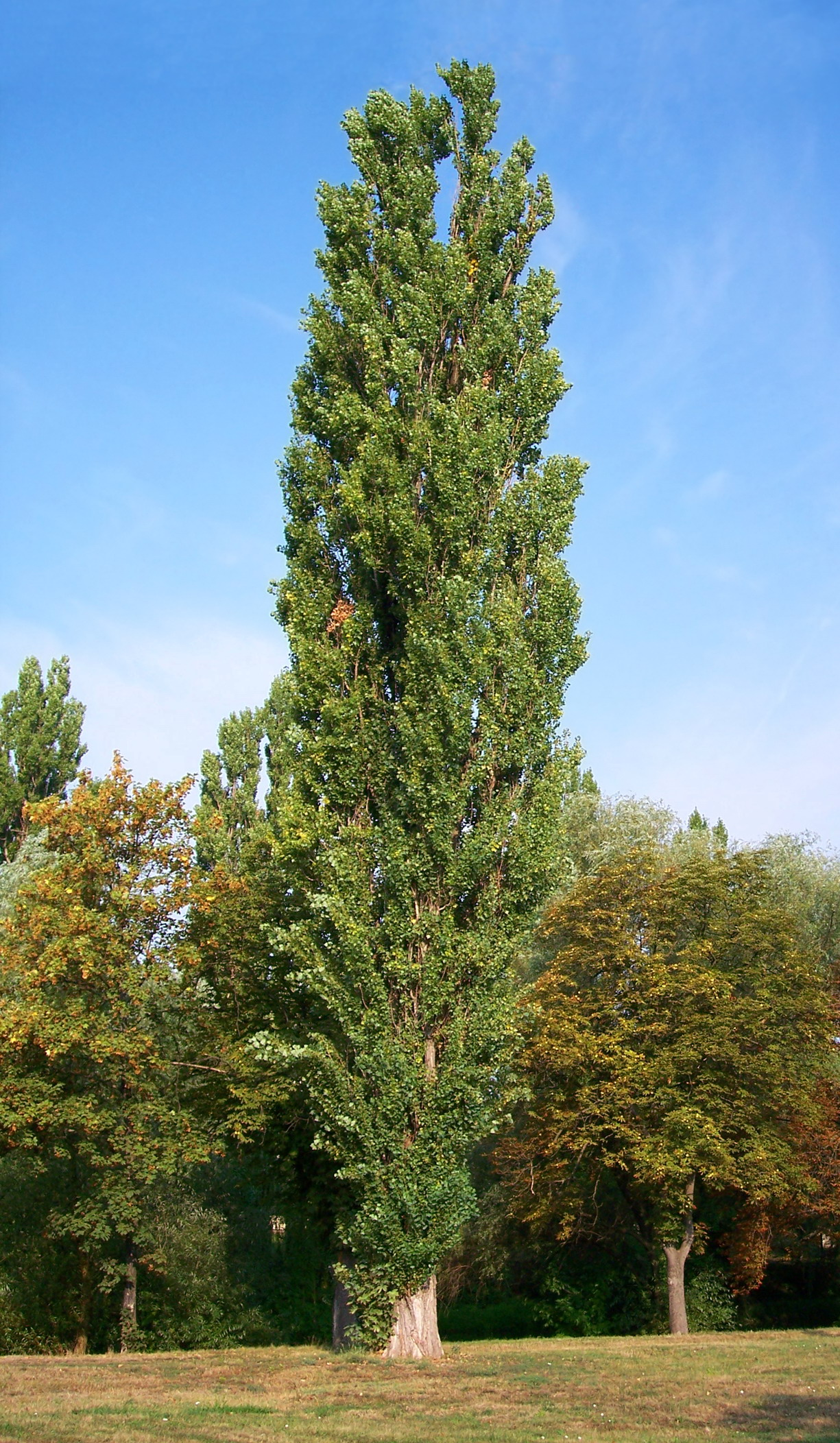
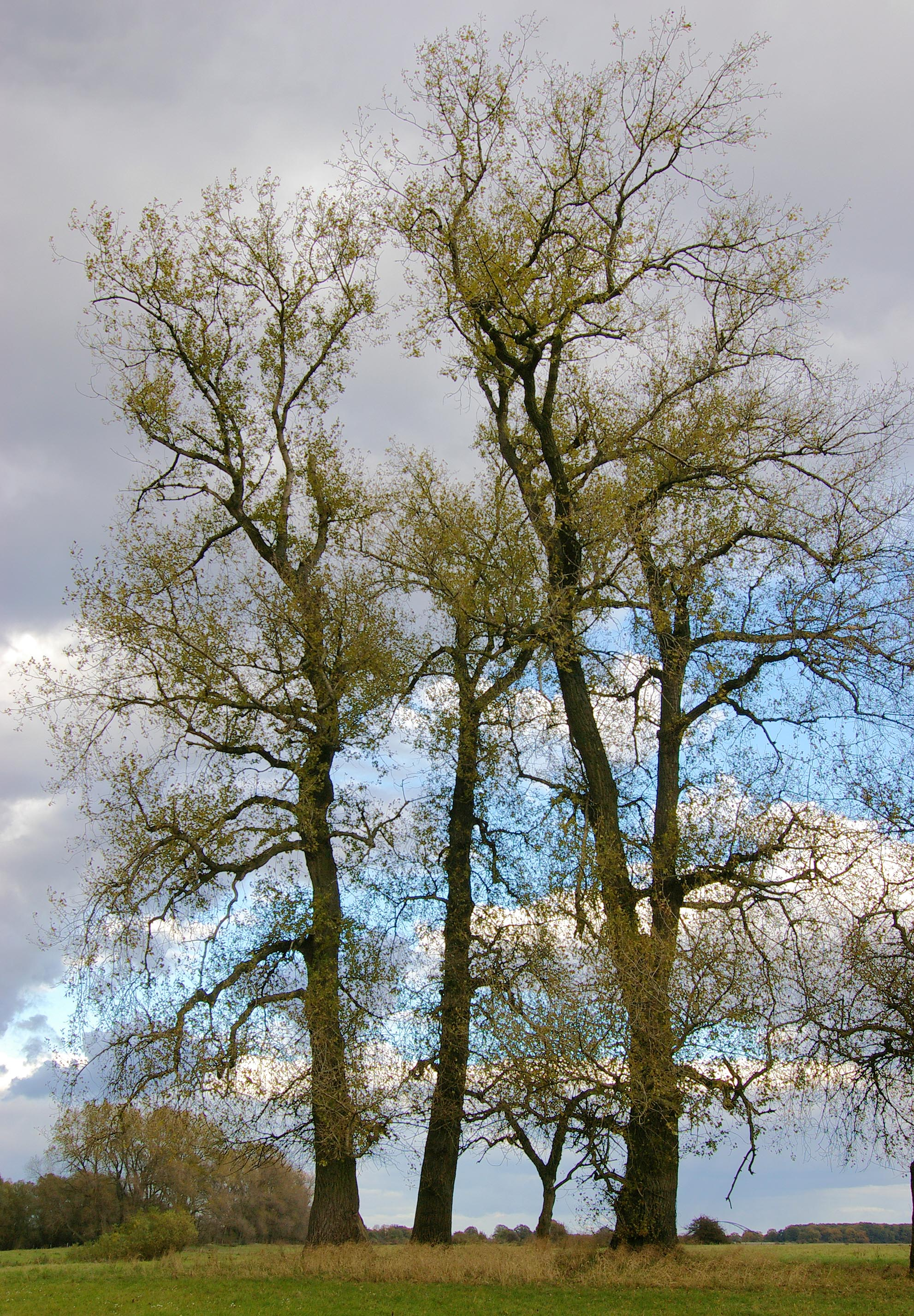
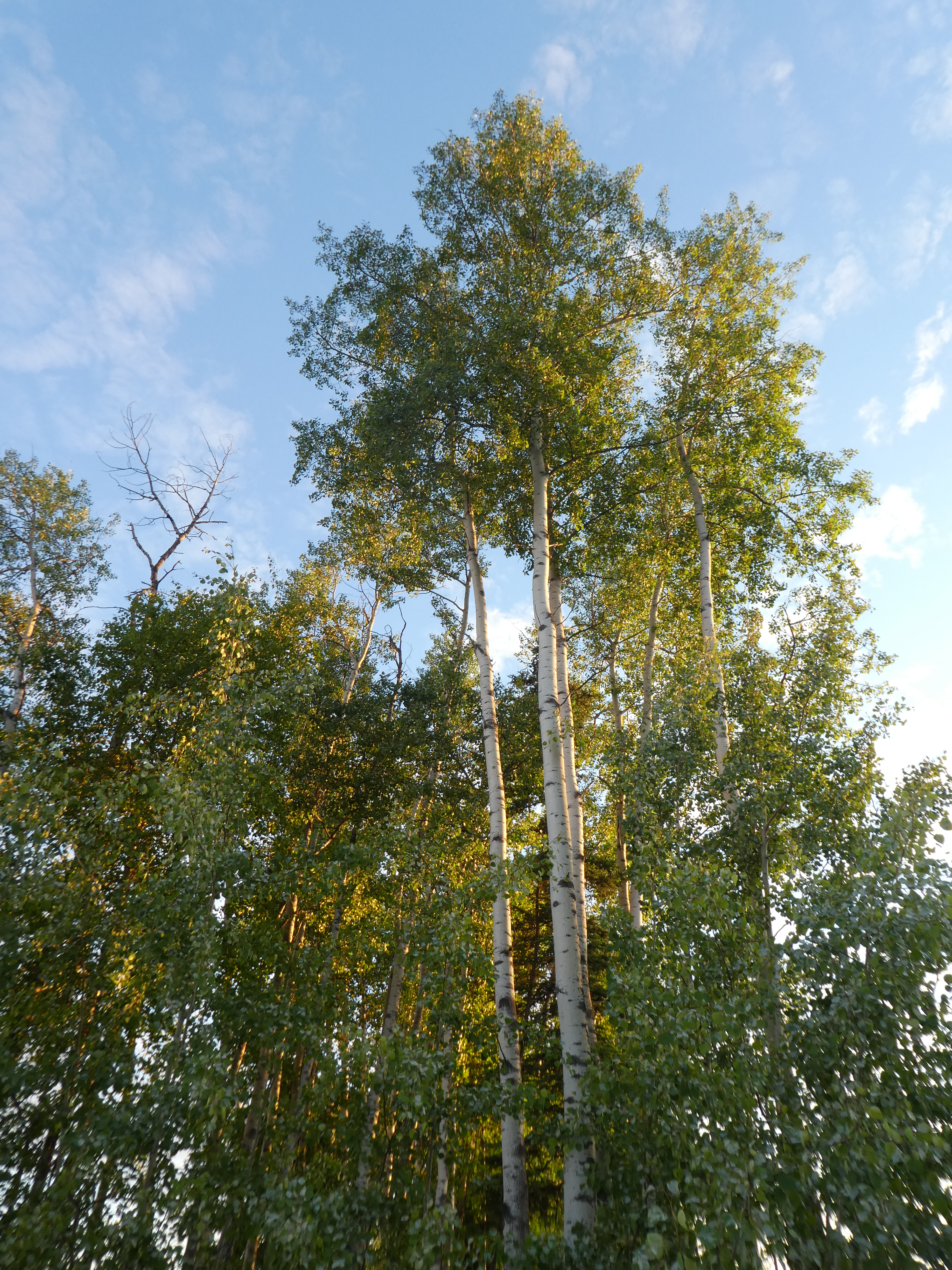
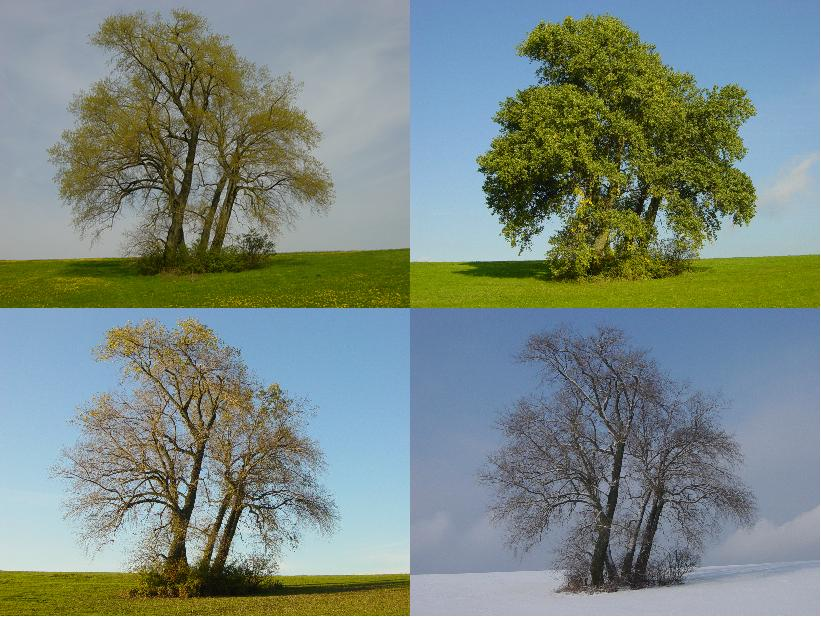